# Phyllia triangularia
Phyllia triangularia är en fjärilsart som beskrevs av Blanchard 1852. Phyllia triangularia ingår i släktet Phyllia och familjen mätare. Inga underarter finns listade i Catalogue of Life.